# Cartoon Wars Part I
Cartoon Wars Part I är det tredje avsnittet i den tionde säsongen av South Park, och sändes den 5 april 2006. Avsnittet är den första delen av en tvådelad berättelse som avslutas med Cartoon Wars Part II. Det handlar om kontroversen kring en Family Guy-episod där profeten Muhammed skulle skildras, vilket orsakar panik i USA. Cartman anser att avsnittet är stötande och bestämmer sig för att åka till Hollywood för att få det stoppat.

## Handling
I South Park får invånarna veta att Family Guy planerar att visa ett avsnitt där profeten Muhammed dyker upp som en karaktär. Detta leder till att hela staden gömmer sig, rädda för en terroristattack utförd av Al-Qaida. När det visar sig att Fox censurerar bilden av Muhammed, lugnar staden ner sig. Cartman, som inte gillar Family Guy av andra skäl, bestämmer sig för att få serien nedlagd. Han reser till Hollywood, där han får Kyle att följa med, samtidigt som de andra i South Park begraver sina huvuden i sanden för att undvika att vara del av kontroversen.
Under resan avslöjas Cartmans egentliga motiv: han vill få Family Guy nedlagt för att slippa jämföras med dess humor. Avsnittet slutar på en cliffhanger där USA:s dåvarande president George W. Bush och Fox-executives möts, vilket leder upp till nästa del av berättelsen.

## Mottagande
Avsnittet fick positiva recensioner för sin satiriska kritik av både Family Guy och censur, med särskild uppmärksamhet på dess humor och cliffhanger. IGN gav det betyget 7 av 10, och The A.V. Club prisade det för hur Parker och Stone lyckas hantera kontroversiella ämnen. Seth MacFarlane, skaparen av Family Guy, kallade avsnittet "roligt och korrekt".